# Günter Pichler
 (juillet 2013).
Günter Pichler, né le 9 septembre 1940 à Kufstein, est un violoniste autrichien. Il a été premier violon et membre fondateur du Quatuor Alban Berg.